# Margarete Jarchow
Margarete Jarchow (* 12. Oktober 1957 in Hamburg) ist eine deutsche Kunsthistorikerin.

## Leben
Nach dem Abitur am Bertha-Lyceum Hamburg 1975 studierte sie von 1976 bis 1984 Kunstgeschichte und Philosophie, Pädagogik, Archäologie, Volkswirtschaft und Japanologie in Hamburg und London. 1978/1979 absolvierte sie den „Works of Art“-Kurs bei Sotheby’s London. Nach der Promotion 1984 zum Doktor der Kunstgeschichte bei Martin Warnke hatte sie 1988 einen Forschungsaufenthalt am Royal College of Art London. 1990 erhielt sie den Prinz-Louis-Ferdinand-Preis. 1994 schloss sie erfolgreich das Habilitationsverfahren ab und wurde Privatdozentin für Kunstgeschichte an der Universität Hamburg. Im Sommersemester 1996 hatte sie einen Forschungsaufenthalt am Institute for Advanced Study. Seit 1999 lehrt sie als Gastprofessorin für Kulturwissenschaften an der TUHH. Seit 2000 lehrt sie als Professorin für Geisteswissenschaften an der TUHH, zugleich Key Professor für Geisteswissenschaften am Northern Institute of Technology Management.